# Триптолем
Триптолем (грч. Τριπτόλεμος) је у грчкој митологији био син елеусинског краља Келеја и Метанире.

## Етимологија
Његово име има значење „онај који три пута покушава“ и можда је представљало титулу која се давала светим краљевима.

## Митологија
Његово порекло се разликује према различитим ауторима. Осим да је син Келеја и Метанире или Полимније, постоје и верзије у којима је син Елеусина и Котонеје, Кинтенеје или Хионе, потом син Океана и Геје, као и млађи брат или рођак Келеја, син Трохила који га је добио са неком женом из Елеусине, син Рара и Амфиктионове кћерке, те коначно син Дисаула.
Пошто су Триптолемови родитељи примили богињу Деметру и лепо је угостили, она је њиховог сина наградила богатим даровима. Према неким изворима, он јој је открио да је Хад уграбио њену кћерку Персефону. Подарила му је жито, али уз налог да људе научи гајењу житарица. Такође му је даровала и кола са крилатим змајевима. Приписивало му се да је пронашао плуг и започео пољопривредну делатност, чиме је он заправо зачетник цивилизације. Такође је сматран великим херојем елеусинских мистерија. Паусанија је извештавао да је он први посејао јечам у равници Рарије, одакле се гајење ове културе раширило по читавој земљи, а где су у каснијим временима приказивани олтар и гумно посвећени Триптолему. Према истом аутору, Триптолем је у својој кочији са змајевима кренуо по земљи да људима преноси знање о пољопривреди. Идући по свету, сретао је многе људи, од којих је већина била зла. Ипак, било је и оних који су га срдачно примили и славили. Аркада је научио обради земље и печењу хлеба, а Еумел је први човек који је од Триптолема добио култивисани кукуруз. Међутим, скитски краљ Линк је хтео да га убије, а гетски, Карнабон, убио му је једног од змајева. Док је боравио у Ахаји, Антеја је упрегао његове кочије и том приликом изгубио живот. Триптолемово најпознатије дело је свакако дељење семена по свету, не зато што је то било његово највеће дело, већ зато што су остали дарови које је добио од богиње морали да остану тајни. Зато се све приче односе управо на ту његову делатност.
У Хомеровим химнама Деметри, Триптолем је био један од главних племића у земљи, који је био упућен у Деметрине мистерије, али се не помиње било каква веза са Келејем. У причи која је у вези са Хигиновим виђењем, заправо је Триптолем, а не његов брат, дечак кога је Деметра желела да учини бесмртним, али је Елеусин, који је у овој причи његов отац, затекао богињу при том чину и дечак је кажњен смрћу. У другом предању, где је Триптолемов отац такође Елеусин, Келеј је био његов непријатељ. Он је у Триптолемовом одсуству збацио његовог оца са престола, а спремао се и да убије Триптолема чим се врати у завичај. Међутим, спречила га је Деметра и на престо поставила свог љубимца. Триптолем је у част свог оца престоницу назвао Елеусина, а у част своје заштитнице успоставио празник Тезмофорија. Након смрти, заједно са Еаком, Минојем и Радамантом, постављен је за судију у Подземљу. Триптолемови синови су били Крокон и Којрон, а кћерка Дејопа.

## Уметност
Према Паусанији, имао је своје храмове са статуама у Елеусини и Атини. У уметности је представљан као млади херој, понекад са петасом (шешир за сунце), у кочијама које вуку змајеви са скиптром и листовима кукуруза у руци. На античким вазама је представљан како седи у крилатим кочијама и у друштву Деметре, Персефоне и Хекате, али и у друштву елеусинских богова. И сам је сматран полубогом елеусинских мистерија.